# Redvales
Redvales – dzielnica miasta Bury, w Anglii, w hrabstwie Wielki Manchester, w dystrykcie Bury. Leży 1,8 km od centrum miasta Bury, 11,1 km od miasta Manchester i 273,9 km od Londynu. W 2011 roku dzielnica liczyła 11 483 mieszkańców.